# Salvadori's bergastrild
De Salvadori's bergastrild (Cryptospiza salvadorii) is een zangvogel uit de familie Estrildidae (prachtvinken).

## Verspreiding en leefgebied
Deze soort telt 3 ondersoorten:
- C. s. salvadorii: Ethiopië en noordelijk Kenia.
- C. s. ruwenzori: oostelijk Congo-Kinshasa, zuidwestelijk Oeganda, westelijk Rwanda en westelijk Burundi.
- C. s. kilimensis: zuidelijk Soedan, oostelijk Oeganda, Kenia en noordelijk Tanzania.